# NWA World Tag Team Championship (Chicago version)
La versión de Chicago del NWA World Tag Team Championship fue un Campeonato Mundial en Parejas perteneciente a la promoción de lucha libre profesional National Wrestling Alliance con existencia de 1953 hasta 1960, cuando la promoción de Chicago pasó a formar parte de la American Wrestling Association.

## Title history
| Wrestlers:                            | Reigns together: | Date:                   | Place:           | Notes:                                                                   |
| ------------------------------------- | ---------------- | ----------------------- | ---------------- | ------------------------------------------------------------------------ |
| Lord Athol Layton & Lord James Blears | 1                | 1953                    |                  | Awarded                                                                  |
| Bill Melby & Billy Darnell            | 1                | 25 de julio de 1953     | Chicago, IL      | defeat Blears & Martino Angelo who subbed for injured Blears             |
| Ben & Mike Sharpe                     | 1                | 17 de octubre de 1953   | Chicago, IL      |                                                                          |
| Vacated                               |                  | 1953                    |                  | Sharpe's leave area                                                      |
| Bill Melby & Billy Darnell            | 2                | 1954                    |                  | Awarded                                                                  |
| Reggie Lisowski & Art Neilson         | 1                | 13 de febrero de 1954   |                  | Defeat Melby & Jack Witzig who subbed for injured Darnell                |
| Pat O'Connor & Roy McClarity          | 1                | 19 de marzo de 1955     | Moline, IL       |                                                                          |
| Guy Brunetti & Joe Tangara            | 1                | February 1956           | ?                |                                                                          |
| Mike DiBiase & Danny Plechas          | 1                | 18 de febrero de 1956   | Moline, IL       |                                                                          |
| Reggie & Stan Lisowski                | 1                | March 1956              | ?                |                                                                          |
| Vacated                               |                  | 1956                    | Titles vacant    |                                                                          |
| Bobby Bruns & Roy McClarity           | 1                | 3 de noviembre de 1956  | Des Moines, IA   | over Nicolai & Boris Volkoff                                             |
| Vacated                               |                  | November 1956           |                  | Titles vacant                                                            |
| Nicolai & Boris Volkoff               | 1                | 24 de noviembre de 1956 | Milwaukee, WI    | over Reggie & Stan Lisowski                                              |
| Reggie & Stan Lisowski                | 2                | December 1956           | ?                |                                                                          |
| Nicolai & Boris Volkoff               | 2                | 15 de diciembre de 1956 | Milwaukee, WI    |                                                                          |
| Verne Gagne & Eduord Carpentier       | 1                | 25 de mayo de 1957      | Milwaukee, WI    |                                                                          |
| Nicolai & Boris Volkoff               | 3                | June 1957               | ?                |                                                                          |
| Reggie & Stan Lisowski                | 3                | 29 de junio de 1957     | Chicago, IL      |                                                                          |
| Nicolai & Boris Volkoff               | 4                | 22 de febrero de 1958   | Chicago, IL      |                                                                          |
| Jackie & Don Fargo                    | 1                | 15 de noviembre de 1958 | Chicago, IL      |                                                                          |
| Vacated                               |                  | 1959                    |                  | Titles vacant                                                            |
| Roy & Ray Shire                       | 1                | 6 de agosto de 1959     | Indianapolis, IN | defeat Angelo Poffo & Dick Afflis in tournament final                    |
| Gene Kiniski & Dick Afflis            | 1                | 11 de febrero de 1960   | ?                |                                                                          |
| Roy & Ray Shires                      | 2                | 9 de abril de 1960      | ?                |                                                                          |
| Titles retired                        |                  | August 1960             |                  | Titles retired when they are renamed the AWA World Tag Team Championship |